# NGC 440
NGC 440 é uma galáxia espiral (Sbc) localizada na direcção da constelação de Tucana. Possui uma declinação de -58° 16' 58" e uma ascensão recta de 1 horas, 12 minutos e 48,4 segundos.
A galáxia NGC 440 foi descoberta em 27 de Setembro de 1834 por John Herschel.